# Callidula miokensis
Callidula miokensis is een vlinder uit de familie van de Callidulidae. De wetenschappelijke naam van de soort is voor het eerst geldig gepubliceerd in 1894 door Pagenstecher.